# Mihajlo Višević
Mihajlo Višević je bio neovisni vladar Zahumlja, u današnjoj zapadnoj Hercegovini i južnoj Dalmaciji, koji je živio u prvoj polovici 10. stoljeća. Vladao je od 910. do 930. U susjedstvu Hrvatskog Kraljevstva i Kneževine Raške, kao bugarski saveznik, uspio je održati samostalnu vlast tijekom većeg dijela svoje vladavine.
Mihajlo je došao u sukob s raškim knezom Petrom, koji je širio svoju vlast na zapad. Kako bi uklonio opasnost, Mihajlo je upozorio svoga saveznika bugarskog cara Simeona o savezu između Petra i Simeonova neprijatelja, Bizantskog Carstva. Simeon je napao Duklju i zarobio Petra, koji je kasnije umro u zatvoru, a Mihajlo je proširio svoju vlast na Neretvansku Kneževinu.
Mihajlo se spominje, zajedno s prvim hrvatskim kraljem Tomislavom, u pismu pape Ivana IX. iz 925. Iste godine, sudjelovao je na prvim crkvenim saborima u Splitu. Dobar dio povjesničara smatra Mihajlovo sudjelovanje na Splitskim crkvenim saborima kao dokaz vazalnog položaja Zahumlja naspram Hrvatskog Kraljevstva. U svakom slučaju, održavao je dobre odnose s kraljem Tomislavom. Poslije je prešao Bizantu, koji mu je dao naslov prokonzula i patricija i ostao knez Zahumlja, zadržavajući dobre odnose s Papom.

## Korijeni i pozadina
Djelo Konstantina Porfirogeneta O upravljanju carstvom, sastavljeno oko 950., spominje Mihajla, sina Višetinog, koji poput mnogih Slavena na području rimske provincije Dalmacije, potječe od nekrštenih. Benedikta Zelić-Bučan u svojoj knjizi Članci i rasprave iz starije hrvatske povijesti, u poglavlju o starohrvatskim crkvicama u srednjovjekovnom Zahumlju navodi: "Od povijesnih ličnosti te oblasti najpoznatiji je knez Mihajlo Vuševučić (u historiografiji poznat pod iskrivljenim imenom Višević), koji je zajedno sa stonskim biskupom bio na crkvenom saboru u Splitu 925. godine". S druge pak strane, Dominik Mandić u Raspravama i prilozima iz stare hrvatske povijesti navodi drugo prezime Mihajla, Vuševukčić.
Shodno tome, Mihajlov otac se zvao Vušuše ili Vuševuk pa otuda i ta prezimena. U historiografiji je poznat pod iskrivljenim prezimenom, stoga se ono i ovdje koristi. Prema Porfirogenetu, njegova obitelj je stanovala na rijeci Visli, na jugu današnje Poljske i zvali su se Litciki. Područje oko gornje Visle, zvalo se Bijela Hrvatska. To je područje odakle su se Hrvati na poziv cara Heraklija, naselili na prostor provincije Dalmacije. Mihajlovi preci su se naselili u Zahumlje.
Područje pod Mihajlovom vlašću, obuhvaćalo je Zahumlje, poslije poznato kao Hum (današnju zapadnu i središnju Hercegovinu te južnu Dalmaciju), Travunju (današnju istočnu Hercegovinu i južnu Dalmaciju sa središtem u Trebinju) i dobar dio Duklje (današnje Crne Gore). Njegova se vlast, dakle, protezala od rijeke Neretve do Boke kotorske (isključujući područje oko Dubrovnika i Kotora).
Srce i glavnu snagu današnje Hercegovine činilo je Zahumlje s glavnim gradom Blagajem, poslije Stonom. U doba kralja Tomislava vlada Zahumljem moćni knez Mihajlo Višević. Mletačka kronika (Ivan Mlečanin) spominje Mihajla, "kneza Hrvata". Još jasnije govori o njemu, kad piše o duždevanju Ursusa II. godine 912.: "Zatim i svu zemlju hrvatsku, kojom vlada knez Mihajlo Višević".

## Simeonov saveznik
Mihajlo je bio blizak saveznik bugarskog cara Simeona, koji je pokrenuo niz uspješnih kampanja protiv Bizantskog carstva. Mletački putnik, veleposlanik i kroničar Ivan Đakon, sin mletačkog dužda Ursusa II., vraćao se iz diplomatske misije, iz Carigrada. Kad je ušao u Zahumlje, zarobio ga je Mihajlo, "knez Slavena", i poslao Simeonu kao dar.
Simeonov uspon na vlast predstavljao je veliku prijetnju Bizantskom Carstvu, koje je tražilo saveznike u regiji. Lav Rabduh, strateg Drača, našao je takvog saveznika u Raškoj, u Petru Gojnikoviću, koji je bio bugarski vazal od 897. Petar je bio zauzet širenjem svoje vlasti na zapad i vjerojatno se dogodio teritorijalni sukob između njega i Mihajla. Konstantin Porfirogenet piše kako je Mihajlo "radi ljubomore izazvane tim činom", upozorio Simeona na zavjeru. Simeon je napao Rašku i zarobio Petra, koji je umro u zatvoru.
Većina znanstvenika datira Simeonovo zauzimanje Raške nakon 20. kolovoza 917., kada je Simeon porazio većinu napadačke bizantske vojske u mjestu iskrcavanja Anhilaja (današnjem bugarskom gradu Pomorju). Godine 924., Simeon je osvojio Srbiju i umjesto imenovanja vazala, koji je trebao vladati u njegovo ime, stavio ju je pod svoju izravnu vlast. Simeon je tako postao susjed Mihajla i Tomislavovog Hrvatskog Kraljevstva, koje je imalo dobre odnose s Bizantom.

## Tomislavov vazal
Izvori pokazuju kako je Mihajlo sudjelovao u važnim crkvenim raspravama, koji su se vodile na hrvatskom teritoriju tijekom 920-ih. Dva crkvena sabora, sazvana su u Splitu (lat. Spalatum), 925. i 928., koji je službeno potvrđen kao nadbiskupsko središte cijele Hrvatske i Dalmacije, od Kotora na istoku do Osora na zapadu. Drugo važno pitanje je bio jezik u liturgiji. Od pokrštenja Slavena, zahvaljujući svetoj braći Ćirilu i Metodu, u prošlom stoljeću, Crkva se navikla koristiti slavenski umjesto latinski u svojim crkvenim službama. Dogovoreno je iskorjenjivanje te tzv. "Metodijeve nauke", odnosno slavenskog jezika u liturgiji i glagoljice.
Historia Salonitana, čije je sastavljanje počelo krajem 13. stoljeća, navodi pismo pape Ivana X. Tomislavu, "kralju Hrvata", u kojem ga poziva na prvi sabor. Hrvatska historiografija, uglavnom, vjeruje u autentičnost tih spisa. Iz njih se saznaje kako je Tomislav vladao dalmatinskim gradovima, vrlo vjerojatno, u ime Bizanta. Pozornim iščitavanjem spisa Splitskih crkvenih sabora, uočava se da se prilikom detaljnog pobrojavanja svih sudionika nigdje ne spominje bizantski strateg, odnosno upravitelj bizantske vojne teme Dalmacije. To bi značilo da je Bizant svoga najmoćnijeg saveznika, Tomislava, odlučio nagraditi, onime, što je najviše želio, nekom vrstom upravljanja nad dalmatinskim gradovima. Na saboru, nisu prisustvovali samo biskupi iz Tomislavove Hrvatske i dalmatinskih gradova nego i Mihajlovi predstavnici. U pismu, u kojem ga poziva na sabor, papa Ivan X. oslovljava Mihajla kao "najizvrsnijeg kneza Zahumlja".
Izvori ne kazuju ništa o prirodi odnosa između Mihajla i Tomislav. Dobar dio povjesničara smatra Mihajlovo sudjelovanje na Splitskim crvenim saborima kao dokaz vazalnog položaja Zahumlja naspram Hrvatskog Kraljevstva ili barem savezničkog odnosa. Štoviše, čini se da je Mihajlo zadržao neutralnu poziciju tijekom Hrvatsko-bugarskog rata 926.  Zato se može tvrditi kako je Mihajlo bio u dobrim odnosima s vladarima obje zemlje u isto vrijeme. Snažna Bugarska opasno je prijetila ne samo bizantskim interesima, nego čak i opstanku Istočnoga Carstva.
Hrvatski je vladar stao na stranu Bizanta, bugarski car Simeon, poslao je stoga na Hrvatsku, svoga vojskovođu Alogobotura. Iz vrlo šturoga navoda, saznaje se da su Hrvati pobijedili, pobivši cijelu bugarsku vojsku 927. U bitci je vjerojatno poginuo i Alogobotur, jer o tom bugarskom velikašu u budućim izvorima, nema niti jednog kasnijeg navoda. Sukob se najvjerojatnije dogodio potkraj Tomislavove vladavine, možda na prostoru Imotske županije ili negdje u istočnoj Bosni. Hrvatska je u Tomislavovo vrijeme izravno stala na stranu Bizanta i njegovih saveznika, što je najvjerojatnije bio izravan povod napada Bugara na Hrvatsku.
Mihajlo je navodno 10. srpnja 926. opljačkao Siponto (lat. Sipontum), bizantski grad u Apuliji. Ostaje nepoznato je li on to učinio pod Tomislavovim vrhovnim zapovjedništvom što tvrde neki povjesničari. Prema Ivi Omrčaninu, Tomislav je poslao hrvatsku ratnu mornaricu pod Mihajlovim vodstvom da istjera Saracene iz tog dijela južne Italije i oslobodi grad. Zanimljivo, Konstantin Porfirogenet u svom djelu O upravljanju carstvom ne spominje Mihajlov napad, ni crkvene sabore u Splitu.

## Kasnije godine
Konstantin Porfirogenet spominje Mihajla kao kneza (arhonta) u Zahumlju, ali se također koristi takve sveopće naslove bizantskog dvora kao prokonzula i patricija, kako bi opisao njegov vojni i politički čin i status. Ove titule tumače se više kao odraz podređenog položaj nakon Simeonove smrti 927., kada je Mihajlo izgubio bugarsku potporu potrebnu za bilo kakvo veće priznanje. Mihajlo se ne pojavljuje u izvorima za događaje nakon 926., ali Hrvatska i Opća i nacionalna enciklopedija navode kako je njegova vladavina trajala do 930.

## Poveznice
- Zahumlje
- Crvena Hrvatska
- Hrvatsko Kraljevstvo
- Starohrvatske crkve u srednjovjekovnom Zahumlju